# جيمس بريان ماكميلان
جيمس بريان ماكميلان (بالإنجليزية: James Bryan McMillan)‏ هو ضابط وقاضي ومحامي أمريكي، ولد في 19 ديسمبر 1916 في غولدزبورو في الولايات المتحدة، وتوفي في 4 مارس 1995 في تشارلوت في الولايات المتحدة.